# O Smach
O Smach (khmer អូរស្មាច់) est un poste-frontière entre le Cambodge et la Thaïlande, situé dans la province cambodgienne d’Otdar Mean Cheay (district de Samraong). Son nom signifie « la rigole du smach ». Une importante stèle gravée en 1014, sous le règne de Suryavarman Ier (référence Ka. 18), y a été découverte.
Le mot smach (ស្មាច់) désigne en khmer deux petits arbres de la famille des Myrtacées : 
- smach chanlos (ស្មាច់ចន្លុះ, « smach à torches », Melaleuca leucadendra), proche du cajeput (qui en est une variante selon les classifications), dont l’écorce épaisse et résineuse sert à faire des torches ;
- smach daom (ស្មាច់ដោម, Syzygium zeylanicum), parent du jamrosat et du jambosier rouge, dont les jeunes feuilles et les fruits blancs sont comestibles, et dont l’écorce sert à faire une teinture brun foncé.

Ce mot apparaît en épigraphie en khmer ancien, et on le retrouve dans divers toponymes.